# رودأب
رودأب (بالفارسية: رودآب) هي مدينة تقع في إيران في Rud Ab District. يقدر عدد سكانها بـ 3,470 نسمة .